# Kapowsin
Kapowsin ist ein Census-designated place etwa 38 km südöstlich von Tacoma in Pierce County, Washington, USA am Fuße der westlichen Ausläufer des Mount Rainier. Die Volkszählung von 2010 ermittelte eine Bevölkerungszahl von 333.

## Geschichte
Kapowsin wurde 1901 gegründet, als die Kapowsin Lumber Company dort eine Sägemühle errichtete. Die am Nordende des Kapowsin Lake gelegene Holzfällerstadt hatte ihre Blütezeit am Anfang des 20. Jahrhunderts mit einer High School, Geschäften und Läden und etwa 10.000 Einwohnern. Nach dem Verfall der Holzindustrie wanderten viele Einwohner ab, und es gab nur noch ein kleines Zentrum mit einem Laden, einer Taverne, einem Postamt, dem Feuerwehrhaus und einer Grange Hall. Die High School wurde 1949 aufgegeben, nachdem sie von einem Erdbeben zerstört worden war.

## Infrastruktur
Das über eine 10 km lange hölzerne Kanalrinne versorgte Wasserkraftwerk Electron liegt am Puyallup River bei Kapowsin. Auf der Rinne verläuft eine der kurvenreichsten Werkseisenbahnen der Welt.
Eine von Tacoma-Rail-Güterzügen befahrene Eisenbahnlinie nach Morton verläuft durch Kapowsin.

## Heutige Schulen
Kapowsin liegt teilweise im Bethel School District und zum anderen Teil im Eatonville School District; die Kapowsin Elementary School liegt ganz in der Nähe. Ältere Schüler gehen auf die Frontier Junior High School und die Graham-Kapowsin High School, die 2005 eröffnet wurde.